# Триплет Лева
Координати:  11г 17м 00с, +13° 25′ 00″
Триплет Лева (група M66) — невелика група галактик у сузір'ї Лева, розміщена на відстані близько 35 млн світлових років від Землі. Складається зі спіральних галактик: M65, M66 та NGC 3628.

## Галактики триплету Лева
У таблиці нижче перераховано галактики, які послідовно ідентифіковані як члени групи в каталозі найближчих галактик, каталозі Lyons Groups of Galaxies (LGG) тощо.
| Назва    | Тип      | Пряме сходження(J2000) | Схилення (J2000) | Червоний зсув (км/с) | Видима зоряна величина |
| -------- | -------- | ---------------------- | ---------------- | -------------------- | ---------------------- |
| M65      | SAB(rs)a | 11                     | +13° 05′ 32″     | 807 ± 3              | 10.3                   |
| M66      | SAB(s)b  | 11                     | +12° 59′ 30″     | 727 ± 3              | 9.7                    |
| NGC 3628 | SAb pec  | 11                     | +13° 35′ 23″     | 843 ± 1              | 9.4                    |

Крім того, деякі з наведених вище джерел вказують, що одна або дві інші прилеглі галактики можуть бути членами цієї групи, наприклад NGC 3593, часто, але не завжди, ідентифікують як члена триплету.

## Найближчі групи
Група M96 фізично розташована поруч із Триплетом Лева. Ці дві групи можуть бути насправді частинами значно більшої групи, і деякі алгоритми ідентифікації груп насправді визначають Триплет Лева як частину групи M96.

## Галерея

Триплет Лева за спостереження в оглядовий телескоп ДВТ[9]
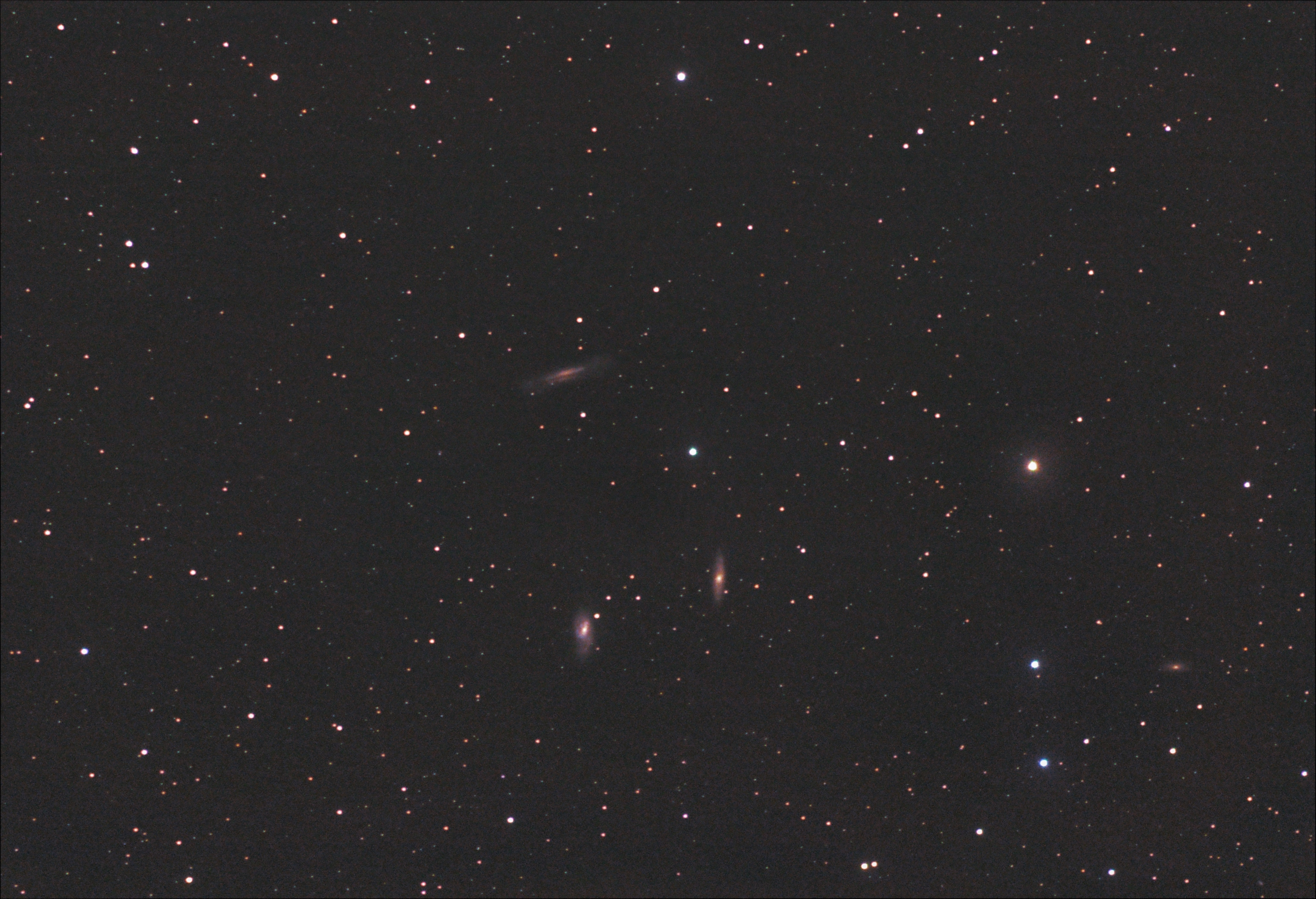
Аматорська світлина триплету Лева
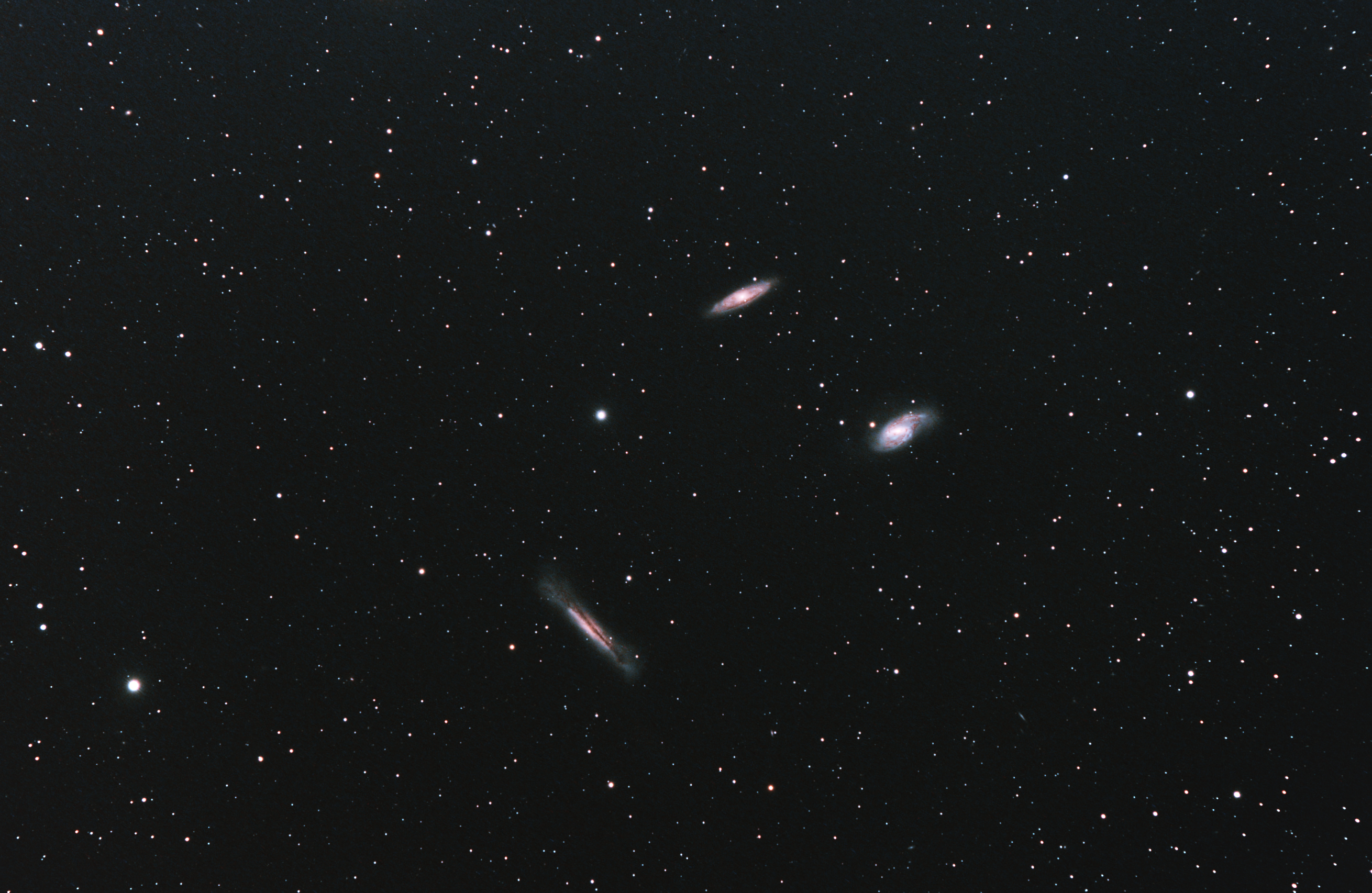
Аматорська світлина через 80 мм рефрактор-апохромат